# Website de notícias sociais
Um website de notícias sociais é um site onde histórias postadas por usuários são expostas. Estas histórias são classificadas por popularidade, conforme são votadas por outros usuários do site ou pelos seus administradores. Usuários tipicamente comentam em postagens de notícias, com estes comentários sendo também classificados por popularidade. Desde o seu surgimento com o nascimento da Web 2.0, websites de notícias sociais foram utilizados para compartilhar diversos tipos de informação, cujos temas incluem notícias, humor, suporte, e discussão. Este tipo de website permite que o usuário publique conteúdo, e cada site difere em como este conteúdo é moderado. Nos sites Slashdot e Fark, os administradores decidem quais artigos são selecionados para a primeira página. Já no Reddit e Digg, os artigos que receberem a maior quantidade de votos da comunidade de usuários atingirão a primeira página. Muitos websites de notícias sociais também possuem um sistema de comentários online, onde usuários discutem os tópicos abordados em um artigo. Alguns destes sites também aplicam seus sistemas de votos aos comentários, para que os comentários mais populares sejam exibidos primeiro. Certos websites de notícias sociais também possuem uma função de rede social virtual, onde é possível montar um perfil de usuário e seguir a atividade online de outros usuários do website.
Como diversas outras ferramentas da Web 2.0, websites de notícias sociais utilizam a inteligência coletiva de todos seus usuários para operarem. Websites de notícias sociais também "implicam que a melhoria técnica, econômica, legal e humana de uma inteligência universalmente distribuída desencadeará uma dinâmica positiva de reconhecimento e mobilização de habilidades". Sites de notícias sociais ajudam seus participantes a compartilhar uma visão coletiva e consciência de como suas ações estão integradas às de outros indivíduos. Websites de notícias sociais oferecem uma maneira nova de participar em uma comunidade que está sendo constantemente inundada com novas informações. Estes websites "incluem oportunidades de aprendizado de pessoa para pessoa, uma atitude diferente quanto à propriedade intelectual, a diversificação da expressão cultural, o desenvolvimento de habilidades valiosas no ambiente de trabalho moderno, e uma concepção mais empoderada de cidadania". Estes websites podem ajudar a moldar e remodelar opiniões e perspectivas democráticas.
Websites de notícias sociais podem atenuar o gatekeeping das fontes convencionais de notícias e podem permitir que o público decida o que pode ser considerado uma "notícia", facilitando a existência de uma cultura mais participativa. Sites de notícias sociais também podem apoiar a participação democrática ao permitir que usuários além de fronteiras nacionais e geográficas tenham acesso às mesmas informações, respondendo às ideias e opiniões de outros usuários, e ao criar uma esfera virtual onde usuários podem contribuir.

## Websites
Fark
O Fark, criado em 1997, expõe notícias de todos os tópicos. No Fark, os osuários podem enviar artigos aos administradores do site. Cada dia, os administradores escolhem 50 artigos para serem exibidos na primeira página.
Slashdot
O Slashdot, criado em 1997, foi um dos primeiros websites de notícias sociais. Ele foca principalmente em notícias relacionadas à ciência e tecnologia. Os usuários podem enviar histórias e os editores escolherão cada dia quais serão exibidas na primeira página. Usuários podem então comentar nestas histórias. O influxo de tráfego da web que resulta do compartilhamento de links a sites externos no Slashdot levou ao efeito chamado de efeito Slashdot.
Digg

Ícone do Digg

O Digg, criado em dezembro de 2004, introduziu o sistema de votação. O sistema permite que usuários "escavem" ou "enterrem" artigos. "Digging" (escavação, em inglês) é equivalente à votação positiva, para que artigos populares sejam exibidos primeiro. "Burying" (enterro, em inglês) não diminui a pontuação de um artigo. Porém, se o artigo é enterrado um certo número de vezes, ele será removido automaticamente do site. O Digg possui um aspecto de rede social virtual, já que membros podem seguir outros membros e criar perfis pessoais com informações sobre seus interesses.
Reddit
O Reddit, criado em junho de 2005, é um website de notícias sociais onde os usuários podem submeter artigos e comentários e votar nestas submissões. As submissões são organizadas em categorias chamadas "subreddits". Diferente do Digg, os usuários do Reddit podem afetar a pontuação de um artigo diretamente. Um "upvote" irá aumentar a pontuação, e um "downvote" irá diminuí-la.  Os artigos com maiores pontuações são exibidos na primeira página. Existe também uma página para artigos "controversos", que possuem um número similar de upvotes e downvotes. Debates quanto à liberdade de expressão surgiram graças devido à remoção de subreddits obscenos ou potencialmente ilegais (incluindo /r/jailbait, uma coleção de imagens sexualmente sugestivas de menores de idade). Reddit introduziu o sistema de comunidades criadas por usuários chamadas "subreddits", que são essencialmente categorias para um tipo específico de notícias, discussões e imagens. Os comentários nas publicações expostas são exibidos de uma maneira hierárquica também baseada em votos. Os usuários possuem a habilidade de ganhar "karma" pelas suas participações no website.
Newsvine
O Newsvine, criado em março de 2006, foi um website de notícias sociais focado principalmente em política, tanto internacional quanto norte-americana. A página inicial do Newsvine permitia que os usuários customizassem "seeds" e feeds de notícias. Os usuários recebiam artigos através do "The Wire", de fontes que incluíam a Associated Press ou oHuffPost, e através do "The Vine" (um fluxo de conteúdo publicado por outros usuários do Newsvine). O "Top do Vine" exibia os artigos mais votados e comentados do dia, semana, mês, ou ano. Além disso, o Newsvine permitia que seus membros criassem suas próprias "Colunas Customizadas", onde podiam destacar publicações de um usuário, comentários recentes, e informações sobre membros específicos do Newsvine.
Voat
O Voat, lançado em abril de 2014, é um website de notícias sociais similar visualmente e funcionalmente ao Reddit. De acordo com diversos sites de notícias, o Voat possui um ponto de vista político de extrema direita estadunidense.